# Eudryoctenes africanus
Eudryoctenes africanus – gatunek chrząszcza z rodziny kózkowatych i podrodziny zgrzypikowych. Jedyny przedstawiciel rodzaju Eudryoctenes.

## Taksonomia
Eudryoctenes africanus dzieli się na trzy podgatunki:
- Eudryoctenes africanus africanus (Jordan, 1903)
- Eudryoctenes africanus orientalis Breuning, 1958
- Eudryoctenes africanus togonicus Hintz, 1919

## Zasięg występowania
Podgatunek E. a. africanus jest szeroko rozprzestrzeniony w Afryce, podgatunek E. a. orientalis występuje w Tanzanii, zaś E. a. togonicus występuje w Togu.